# Franz Liszt
Franz Liszt sau Liszt Ferenc (n. 22 octombrie 1811, Raiding⁠(d), Imperiul Austriac – d. 31 iulie 1886, Bayreuth, Imperiul German) a fost un compozitor maghiar și unul dintre cei mai renumiți pianiști ai tuturor timpurilor.

## Viața
Franz Liszt a fost singurul fiu al funcționarului Ádám Liszt și al soției acestuia, Maria Anna (1788-1866), născută Lager, în familia unui brutar din Krems an der Donau. Localitatea sa natală, Raiding, făcea parte la acea vreme din Transleithania, parte maghiară a Imperiului Austro-Ungar ce a fost format abia în 1867. Naționalitatea lui a devenit o temă controversată după destrămarea Imperiului Austro-Ungar: unii susțineau etnia germană, alții etnia maghiară, dar au fost și unii care susțineau originea lui slovacă. Dar înainte de 1918, când aceasta nu era o temă controversată, era acceptată naționalitatea sa în concordanță cu biografia de 3 volume scrisă de Lina Ramann., conform celor scrise de Ramann despre părinții lui Liszt: „Tatăl lui era maghiar, mama austriacă”.. Tatăl lui Franz Liszt era în serviciul familiei Esterházy, familie care îl patronase și pe compozitorul Joseph Haydn. 
După ce în 1821 s-a mutat la Viena, a luat lecții de pian cu Carl Czerny și de compoziție cu Antonio Salieri. Doi ani mai târziu, în 1823, s-a mutat împreună cu familia la Paris, de unde a plecat în multe turnee ca pianist. Influențat de măiestria violonistului Niccolò Paganini, a decis să dezvolte o tehnică interpretativă similară pentru pian. În 1835 a plecat din Paris cu amanta sa Marie d'Agoult, alături de care a întreprins multe călătorii în anii următori, timp în care reputația sa de pianist a continuat să crească.
În anul 1844 s-a despărțit de amanta sa, mamă a celor trei copii ai săi, iar în 1848 s-a stabilit la Weimar, alături de prințesa Carolyne zu Sayn-Wittgenstein. Atenția sa a început să se concentreze pe compoziție și, în special, pe crearea unui nou gen muzical, poemul simfonic.
În anul 1861, Liszt s-a mutat la Roma. Din 1869 s-a întors cu regularitate la Weimar, unde a avut numeroși elevi, mai târziu acceptând să predea muzică la Budapesta, unde era privit ca un erou național.
Franz Liszt a fost socrul compozitorului Richard Wagner; el și-a petrecut ultima parte a vieții sale la Bayreuth. A murit la 31 iulie 1886, la patru ani după decesul ginerelui său, Richard Wagner, la Bayreuth, unde a fost înmormântat. Casa în care a murit (Bayreuth, Wahnfriedstr. 9) a devenit „Muzeul Franz Liszt”.

## Concerte în Principatele Române
Liszt a întreprins diverse turnee în Muntenia, Moldova și Transilvania, unde de fiecare dată a fost primit cu mare căldură, înregistrând succese notabile.
În urma contactului cu muzica populară românească, compune o Rapsodie română.

## Compoziții
Viața și creația sa (atât ca pianist concertist cât și ca compozitor) se structurează în trei perioade distincte :
- cariera de virtuoz  ( 1820 - 1847 ) îi impune călătorii , având însă Parisul ca centru general iar pianul este instrumentul spre care se îndreaptă cu predilecție lucrările sale.
- din momentul numirii sale ca director de muzică al Curții din Weimar începe cea de-a doua perioadă (1847-1861), cea mai fructoasă din punctul de vedere al creației sale muzicale. Totodată în aceste momente cariera lui se află la apogeu
- ultimei perioade (1861-1866) îi corespund plecarea la Roma și predilecția pentru muzica religioasă în compozițiile sale.

La campanella,
Liebesträume,
Transcendental Études,
Années de pèlerinage,
Hungarian Rhapsody No. 2,
Sonata in B minor,
Grandes études de Paganini,
Totentanz,
Mephisto Waltzes,
Les préludes,
Mazeppa,
Piano Concerto No. 1,
Faust Symphony,
Dante Symphony,
Rhapsodie espagnole,
Transcendental Étude No. 4,
Piano Concerto No. 2,
Dante Sonata,
Christus,
Harmonies poétiques et religieuses,
Symphonic poems,
Two Concert Études,
Hexameron,
Funérailles,
Fantasy and Fugue on the chorale "Ad nos, ad salutarem undam",
Sposalizio,
Transcendental Étude No. 5,
Hungarian Rhapsody No. 1,
Fantasy and Fugue on the Theme B-A-C-H,
Transcendental Étude No. 2,
Hungarian Fantasy,
Transcendental Étude No. 12,
Concerto pathétique,
Orpheus,
Réminiscences de Don Juan,
Consolation No. 3,
La lugubre gondola,
Transcendental Étude No. 8,
Hungarian Rhapsody No. 14,
Transcendental Étude No. 11,
Don Sanche,
Prometheus,
Transcendental Étude No. 10,
Hungaria,
Hunnenschlacht,
Hungarian Rhapsody No. 3,
Transcendental Étude No. 9,
Grand galop chromatique,
Ballade No. 2 in B minor,
Via Crucis (Franz Liszt)⁠(fr)[traduceți]

## Galerie de imagini

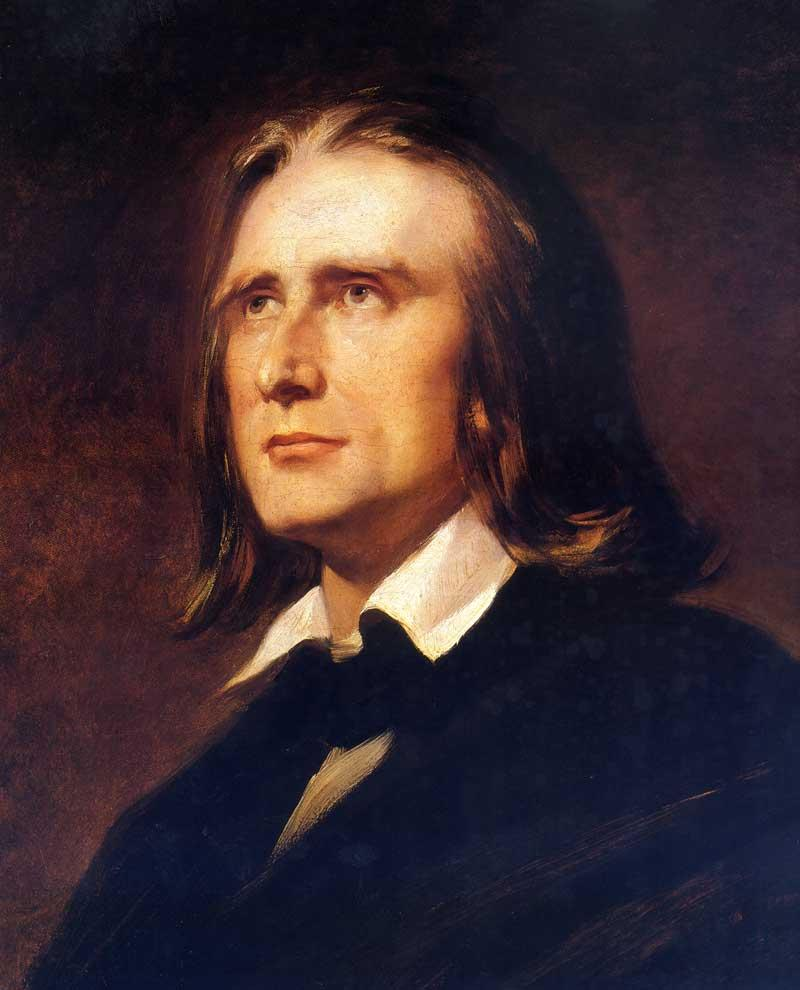
Franz Liszt, portret din 1856
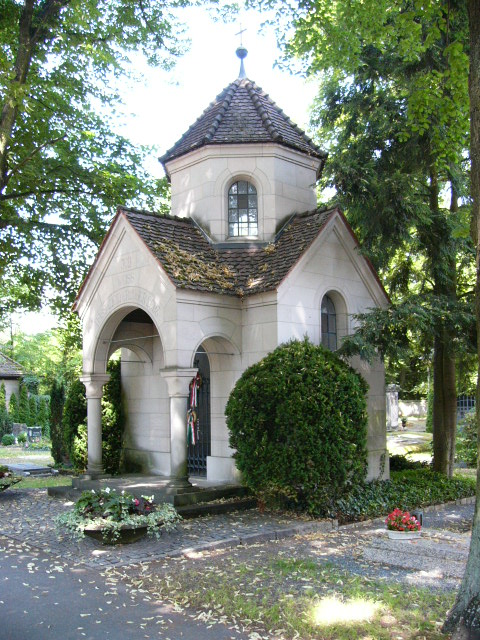
Mausoleul lui Franz Liszt din Bayreuth (Stadtfriedhof)
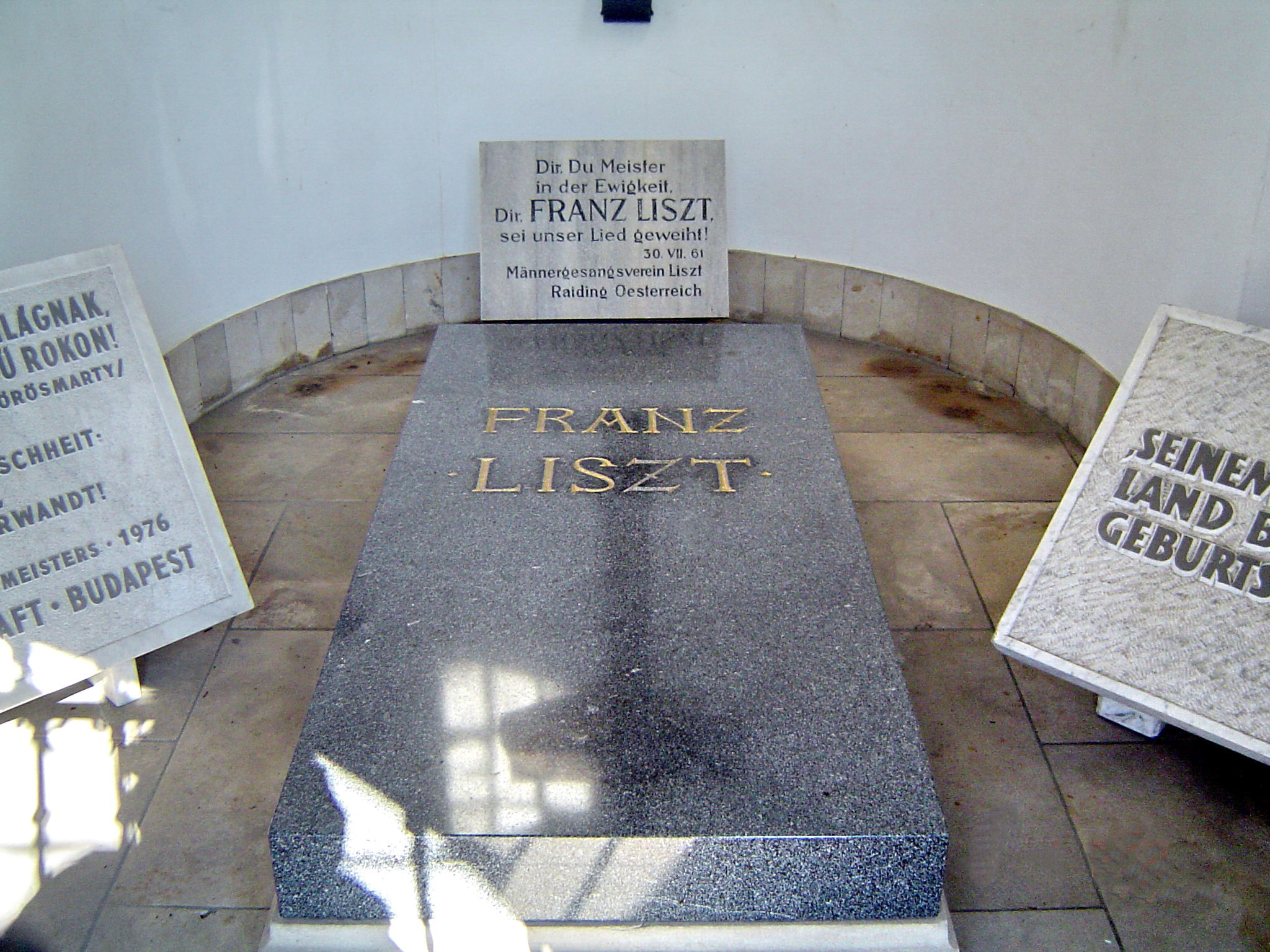
Mormântul lui Franz Liszt din interiorul mausoleului (Bayreuth, Stadtfriedhof)